# Granville Leveson-Gower, 2. Earl Granville

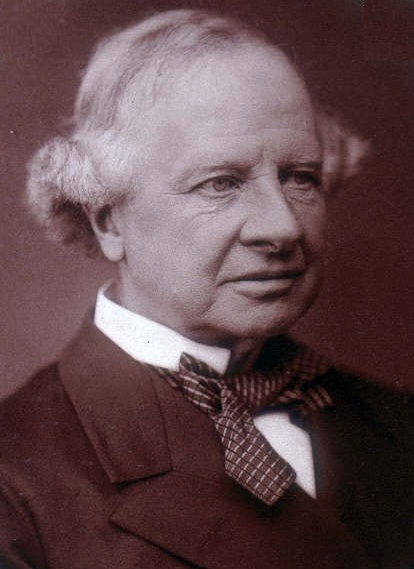
Granville Leveson-Gower, 2. Earl Granville

Granville George Leveson-Gower, 2. Earl Granville, KG, PC (* 11. Mai 1815 in London; † 31. März 1891 ebenda) war ein britischer Staatsmann. Er war mehrfach Außen- und Kolonialminister (Secretary of State for the Colonies) und war einer der engsten politischen Freunde William Ewart Gladstones, dem er als Führer der liberalen Partei folgte.

## Herkunft und frühe Jahre
Er war der älteste Sohn des Granville Leveson-Gower, 1. Earl Granville, aus dessen Ehe mit Lady Harriet Elizabeth Cavendish Tochter des William Cavendish, 5. Duke of Devonshire. Er wurde in London geboren, verbrachte seine Kindheit aber in Paris, wo sein Vater Botschafter war. Er war ein Neffe von Granville Leveson-Gower, 1. Marquess of Stafford. Als Heir apparent seines Vaters führte er ab Mai 1833 den Höflichkeitstitel Lord Leveson.
Er besuchte zunächst das Eton College, studierte am Christ Church College der University of Oxford und wurde darauf seinem Vater als Attaché unterstellt.

## Politische Karriere

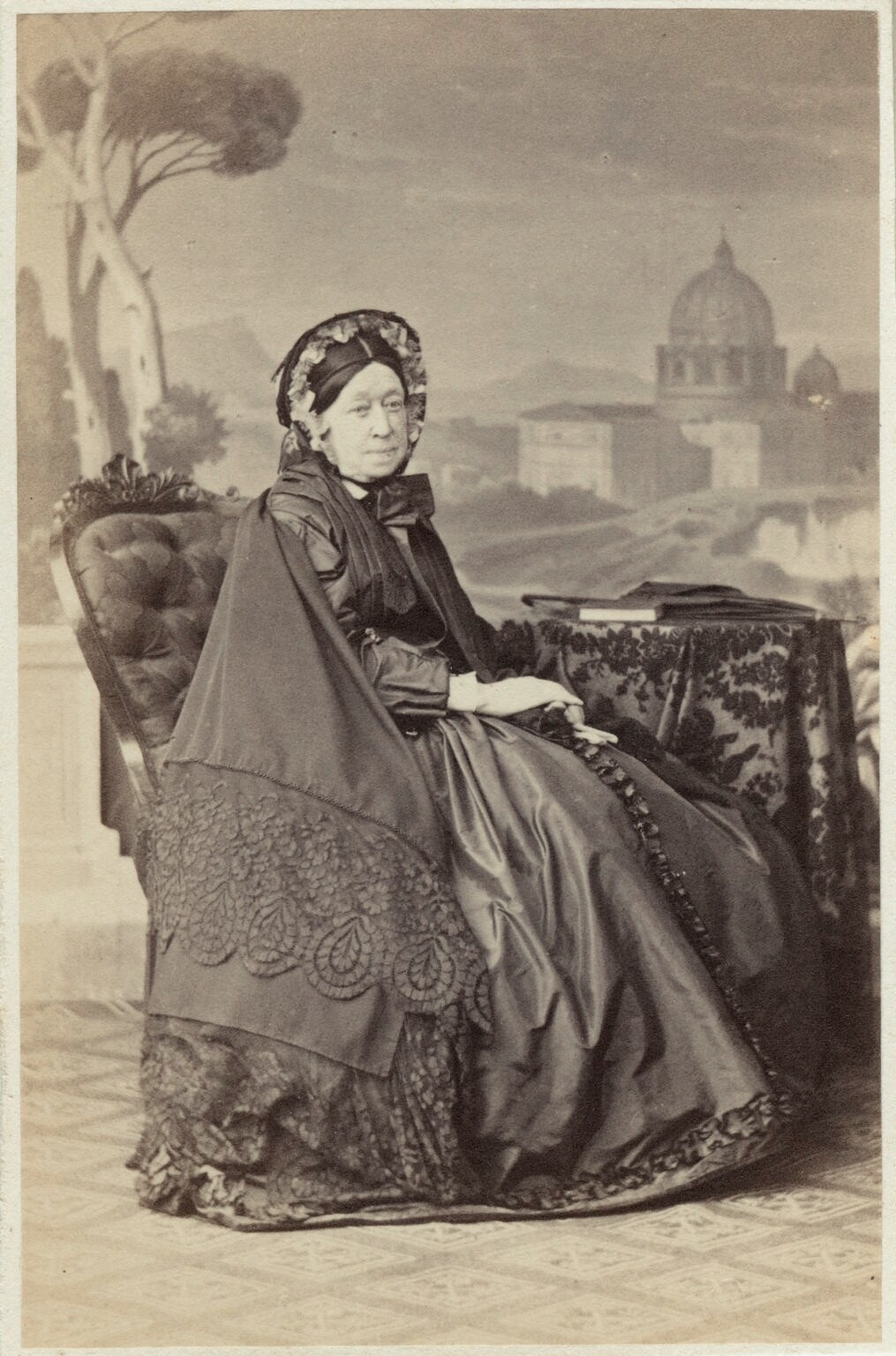
Marie Louise Pelline Leveson-Gower, 1860

1836 wurde er als Nachfolger von Hon. Edward Howard für den Wahlkreis Morpeth ins House of Commons gewählt, ab 1841 vertrat er dort den Wahlkreis Lichfield. 1840 heiratete er Marie Louise Pelline, Lady Dalberg-Acton, Tochter des Herzogs Emmerich Joseph von Dalberg, Witwe von Sir Ferdinand Richard Edward Dalberg-Acton, 7. Baronet, und Mutter des Historikers John Emerich Edward Dalberg-Acton, 1. Baron Acton. Von 1840 bis 1841 war er Staatssekretär im Ministerium des Auswärtigen (Under-Secretary for Foreign Affairs) in der Regierung von William Lamb, 2. Viscount Melbourne.
1846 erbte er beim Tod seines Vaters dessen Adelstitel als 2. Earl Granville, 2. Viscount Granville und 2. Baron Leveson. Aufgrund des Titels wurde er Mitglied des House of Lords und schied aus dem House of Commons aus. Er erhielt, als die Whigs 1846 wieder ans Ruder kamen, die Stelle eines Master of the Buckhounds. Im Mai 1848 wurde er Vizepräsidenten des Board of Trade. In der Kommission für die Weltausstellung von 1851 in London führte Granville den Vorsitz.
Im Dezember 1851 wurde er Palmerstons Nachfolger als Außenminister. In dieser Funktion verteidigte Lord Granville vor allem das Asylrecht der politischen Flüchtlinge im Vereinigten Königreich gegen die Kontinentalmächte. Schon am 22. Februar 1852 fiel das Whigministeriums und Granvilles Amtszeit endete vorzeitig.
Nachdem aber noch vor Ende des Jahres auch Derbys Ministerium gestürzt worden war, übernahm Granville im neuen Koalitionskabinett Aberdeen das Amt des Lord President of the Council, das mit dem Vorsitz im Privy Council verbunden war. 1854 trat er dieses Amt ab an John Russell, 1. Earl Russell, blieb jedoch als Chancellor of the Duchy of Lancaster im Kabinett, bis er im Februar 1855 von neuem Lord President of the Council wurde.
1856 wohnte er als außerordentlicher Gesandter der Krönung von Zar Alexander II. in Moskau bei. Im selben Jahr wurde er Kanzler der Universität London. In dieser Funktion setzt er sich für die Zulassung von Frauen zum akademischen Studium und für Unterricht in modernen Sprachen ein.
Im neuen Ministerium Palmerston-Russell, das 1859 gebildet wurde, übernahm er wieder die Stelle des Lord President of the Council und wurde im Oberhaus der Hauptvertreter des Kabinetts, mit dem er 1866 zurücktrat. 1862 war er Präsident der Kommission für die zweite Weltausstellung. Inzwischen war 1860 seine Frau verstorben. 1865 wurde er Lord Warden of the Cinque Ports und heiratete Miss Castalia Campbell. Während des Amerikanischen Bürgerkriegs trat er für eine strikte Neutralität ein, die dann von der Regierung auch umgesetzt wurde.
In das im Dezember 1868 gebildete Kabinett Gladstones trat Granville anfangs als Kolonialminister ein, im Juni 1870 nach Clarendons Tod wurde er erneut Außenminister. Ob er durch eine energischere Haltung gegenüber dem französischen Ministerium den Ausbruch des Deutsch-Französischen Kriegs hätte verhindern können, muss dahingestellt bleiben. Während des Krieges beobachtete er strenge Neutralität, verhinderte aber nicht, dass britische Kaufleute Frankreichs Flotte mit Kohlen und sein Heer mit Waffen versorgten.
Nachdem die Liberalen 1874 die Unterhauswahl verloren hatten, ging Granville mit der Partei wieder in die Opposition zurück. Da Gladstone nicht mehr als Oppositionsführer agieren wollte, zog er sich auf Hinterbänke zurückzog. Nach Gladstones selbstgewählten Rückzug übernahm Lord Hartington im Unterhaus die Führung der liberalen Fraktion, Granville wurde dagegen wurde Führer der Liberalen im Oberhaus. Durch seine Midlothian-Kampagne überflügelte Gladstone die beiden liberalen Parteiführer und brachte sich in eine Position, in der er nach dem liberalen Wahlsieg von 1880 erneut Premierminister wurde. Im April 1880 übernahm Granville abermals unter Gladstone das auswärtige Ministerium, dessen Politik jedoch mehr durch den Premierminister als durch ihn bestimmt wurde. Granville verhinderte allerdings auch nicht die Fehler, durch die das Vereinigte Königreich in Ägypten und Afghanistan in eine schwierige Lage geriet und sich von Europa isolierte. Er trat im Juni 1885 mit Gladstone zurück, übernahm dann in Gladstones neuer Regierung vom Januar 1886 statt des Auswärtigen Amtes, das an Archibald Primrose, 5. Earl of Rosebery ging, das Kolonialministerium und behielt es bis zu den Neuwahlen vom Juli 1886, in deren Folge er mit Gladstone um seine Entlassung nachsuchte.
Er zog sich aus dem öffentlichen Leben zurück und verstarb 1891 in London.

## Persönlichkeit und Wirken
Granville sprach fließend französisch. Er war stets auf Frieden und Ausgleich bedacht und mehr Diplomat als Politiker.
Es gelang ihm, die Differenzen zwischen dem Vereinigten Königreich und den Vereinigten Staaten beizulegen, die einerseits restliche territoriale Fragen an der Grenze zu Kanada und andererseits Fischereirechte betrafen.
In Europa waren seine Methoden demgegenüber weniger erfolgreich. Zwar konnte sich das Vereinigte Königreich aus den europäischen Kriegen heraushalten, weil es keine Bündnispartner auf dem Kontinent hatte. Andererseits nutzten die anderen europäischen Großmächte die fehlenden Konfliktbereitschaft mehrfach aus – insbesondere Russland mehrfach in Zentralasien (The Great Game). Auch den beginnenden Differenzen mit Deutschland, die sich beispielsweise in der Frage der deutschen Besetzung der Lüderitzbucht zeigten, stand Granville im Wesentlichen machtlos gegenüber.
Die grundsätzliche Bereitschaft zur Konfliktbeilegung durch Verhandlungen und Schiedssprüche gewann jedoch in den folgenden Jahrzehnten mehr und mehr Anerkennung.